# مؤامرة عيد الفصح

First edition (publ. Hutchinson)

مؤامرة عيد الفصح هو كتاب صدر عام 1965 من تأليف عالم الكتاب المقدس البريطاني هيو جيه شونفيلد، الذي نشر أيضًا ترجمة للعهد الجديد من منظور يهودي. تم تحويل الكتاب إلى فيلم بعنوان "مؤامرة عيد الفصح" (1976).

## استنتاجات شونفيلد
بناءً على بحثه في الثقافة الاجتماعية والدينية التي وُلد فيها يسوع، وعاش فيها ومات فيها، وعلى دراسته للأدب الآخر، بما في ذلك مصادر إنجيل العهد الجديد، وصل شونفيلد إلى الاستنتاجات التالية:
- أن يسوع كان رجلاً يهودياً متديناً شديد التدين، ربما كان ملمًا بتعاليم الطوائف المحلية الشمالية مثل الناصريين والإسينيين.
- أنه خلال نشوءه في الجليل الكتابي، كانت لديه علاقة متشككة وممتنعة إلى حد ما مع التسلسل الهرمي والتعاليم التي فرضتها السلطات (الصدوقيين) في معبد القدس.
- كانت توقعات المسيح اليهوديّة مرتفعة للغاية في تلك الفترة، متناسبة مع اليأس الذي سببته الاحتلال الروماني للأرض وإخضاع اليهود.
- أنه كان في كثير من الطرق، عاديًا للعصر الذي عاش فيه، وفي الوقت نفسه كان غير عادي في قناعاته ومعتقداته الدينية، وفي دراسته للأدب الكتابي، وفي الحماسة التي عاشها في تجسيد دينه في حياته اليومية.
- أنه كان مقتنعًا بدوره باعتباره المسيح المنتظر بناءً على سلطة كونه من نسل الملك داود (سلالة داود الملكية)، وأنه حاول بوعي ومنهجية، إلى درجة أنه كان يحسب، القيام بهذا الدور. ، كونه على دراية جيدة بتفاصيل ما يستلزمه هذا الدور.
- أنه كان مقتنعًا بدوره باعتباره المسيح المنتظر بناءً على سلطته كنسل وريث للملك داود (سلالة دم الملك داود)، وأنه بشكل مدروس ومنهجي، حتى درجة الحساب الدقيق، حاول تحقيق تلك الدور، وكان على دراية بالتفاصيل الجوهرية لما يتضمنه هذا الدور.
- أنه كان مقتنعًا بأهمية تحقيق دوره على أكمل وجه (بناءً على التنبؤ والتوقعات)، وأنه لا يستطيع أن يسمح لنفسه بالفشل، حيث سيؤدي ذلك بلا شك إلى إعلانه مسيحاً زائفًا.
- أنه كان على دراية تامة لعواقب أفعاله على طول الطريق، وأنه قاد أقرب أنصاره، الاثنا عشر رسولًا الأصليين، دون علمهم، لدعمه في خططه.
- أنه أشرك أقل عدد ممكن من المؤيدين في خططه (أساس "الحاجة إلى المعرفة")، وبالتالي لم يعرف سوى عدد قليل جدًا من تفاصيل خطته النهائية، وحتى ذلك الحين لم يكن هناك سوى أقل قدر من المعلومات الضرورية.
- أنه تورط مع أقل عدد ممكن من الداعمين في خططه (على أساس "الحاجة للمعرفة")، لذلك كانت هناك قليل جداً ممن كانوا يعرفون تفاصيل خطته النهائية، وحتى ذلك الحين لم يكن هناك سوى أقل قدر من المعلومات الضرورية.[2]

ذروة خطته كانت أن يكون وفاته (الصلب)، وقيامته، وحكمه كالمسيح الحاكم والكاهن، ليس في السماء وإنما على الأرض - ملك يهود حقيقي.

## تخطيط
تحقيق شونفيلد يظهر أن إنجيل يوحنا يروي بشكل صحيح أحداث عيد الفصح، والتي وصفت بشكل غير متناسق في جميع الأناجيل الأخرى.لقد أقنعته قراءته بأنه سرد يوحنا، على الرغم من أنه ربما تم تصفيته من خلال مساعد وتدوين في شيخوخة يوحنا، تشير إلى أن يسوع قد خطط لكل شيء. من بين الأمور الأخرى، أنه لن يكون معلقًا على الصليب لأكثر من بضع ساعات قبل أن يأتي السبت، عندما كانت القوانين تتطلب أن يتم نزع اليهود المصلوبين؛ وأن أحد داعميه، الذي كان حاضرًا، سيقدم له ماء (ليروي عطشه) ممزوجًا بدواء لجعله فاقد الوعي؛ وأن يوسف الأريماثا، داعم مرموق، سيقوم بجمعه من الصليب وهو لا يزال على قيد الحياة (ولكن يظهر كأنه ميت) بحيث يمكن رعايته بسرية حتى يتعافى.
يشير شونفيلد إلى أن الخطة تعثرت بسبب تصرف جندي بواسطة رمح. يقدم شونفيلد أدلة على وجود عضو مرموق في المجلس اليهودي (السنهدرين) كان أحد أتباع يسوع، على الأرجح الضابط المحبوب الذي كان غامضًا بخصوص هويته، ويلاحظ العديد من الحالات التي كان فيها ممكنًا لأحد أو أكثر من أتباع يسوع أن يكون لديه المعرفة بالمعبد أو الوصول إليه. يحدد هذا الأتباع على أنه يوحنا، مصدر الإنجيل بعد عدة عقود أثناء عيشه في آسيا الصغرى. يقترح أن هذا الرسول، ويوسف الأريماثا، كانوا مسؤولين عن الأحداث بعد الصلب، وأنه قد يكون كان هذا الرسول (كأنه "تلميذ سري"، على سبيل المثال) هو الذي شوهد (من قبل الذين لم يعرفوه) عند القبر صباح يوم القيامة.

## النصف الثاني من الكتاب
بعد أن قدم أولاً قصة حياة يسوع ونتائجها في النصف الأول من الكتاب، إلى جانب الحجج الداعمة، يكرس شونفيلد النصف الثاني من الكتاب لشرح مفصل للمفاهيم والحجج المستخدمة لدعم استنتاجاته. يتناول شونفيلد أيضًا كيف يمكن أن يكون الرسالة والهدف الأصليين ليسوع قد تحولا خلال القرن الذي يلي وفاته.

## فيلم مستوحى من كتاب
"مؤامرة عيد الفصح" هو اسم فيلم تم إنتاجه عام 1976 وهو مقتبس من الكتاب. الفيلم من بطولة زالمان كينغ في دور يشوع (يسوع)، ويضم طاقم الممثلين هاري أندروز، ودان هداية، ودونالد بليزانس. أخرجه مايكل كامبوس ورشح لجائزة الأوسكار لأفضل تصميم أزياء